# Finlandia Zachodnia
Finlandia Zachodnia (Länsi-Suomen lääni) była jedną z 6 prowincji Finlandii. Graniczyła z prowincjami Oulu, Finlandia Wschodnia i Finlandia Południowa. Stolicą prowincji było Turku. Zajmowała tereny historycznych regionów Häme, Ostrobotnia, Satakunta i Finlandia Południowo-Zachodnia.

## Historia
Finlandia Zachodnia została utworzona w 1997 roku z dotychczasowych prowincji Vaasa, Turku-Pori, Finlandia Środkowa oraz z północnej części prowincji Tavastia. Została zniesiona 1 stycznia 2010 r.

## Regiony
Finlandia Zachodnia jest podzielona na 7 regionów.
- Finlandia Środkowa (Keski-Suomi, Mellersta Finland)
- Finlandia Południowo-Zachodnia (Egentliga Finland)
- Ostrobotnia (Pohjanmaa / Österbotten)
- Ostrobotnia Południowa (Södra Österbotten)
- Ostrobotnia Środkowa (Mellersta Österbotten)
- Pirkanmaa (Pirkanmaa/ Birkaland)
- Satakunta (Satakunta/ Satakunda)